# Градиште (Среднечешский край)
Градиште (чеш. Hradiště, бывш. нем. Hradisch) — муниципалитет в центральной части Чешской Республики, в Среднечешском крае. Входит в состав района Бенешов.
Один из самых малонаселённых муниципалитетов Чехии.

## История
- 1850 год — Австрийская империя, Богемия, край Ческе-Будеёвице, политический район Бенешов, судебный район Влашим;
- 1855 год — Австрийская империя, Богемия, край Табор, судебный район Влашим;
- 1868 год — Австро-Венгрия, Цислейтания, Богемия, политический район Бенешов, судебный район Влашим[5];
- 1920 год — Чехословацкая Республика, Пражская жупания[чеш.], политический район Бенешов, судебный район Влашим
- 1928 год — Чехословацкая Республика, Чешская земля, политический район Бенешов, судебный район Влашим
- 1937 год — Чехословацкая Республика, Чешская земля, политический и судебный район Влашим[6]
- 1939 год — Протекторат Богемии и Моравии, Богемия, область Немецкий Брод, политический и судебный район Влашим[7]
- 1942 год — Протекторат Богемии и Моравии, Богемия, область Прага, политический район Бенешов, судебный район Влашим[8]
- 1945 год — Чехословацкая Республика, Чешская земля, административный и судебный район Влашим[9]
- 1949 год — Чехословацкая Республика, Пражский край, район Влашим[10]
- 1960 год — ЧССР, Среднечешский край, район Бенешов
- 2003 год — Чехия, Среднечешский край, район Бенешов, ОРП Влашим

## География и транспорт
Расположен в южной части района, в 4 км к юго-западу от Влашима, в 16 км к юго-востоку от Бенешова и в 54 км к юго-востоку от центра Праги.
Граничит с городом Влашим (с севера) и муниципалитетами Кондрац (с востока), Остров (с юго-запада) и Велиш (с юга).
В деревне по рабочим дням останавливаются автобусы между Влашимом и Поступице, а также между Влашимом и Вотице.

## Население
| Год  | Численность | Численность |
| ---- | ----------- | ----------- |
| 1869 | 116         | [ 11 ]      |
| 1880 | 89          | [ 11 ]      |
| 1890 | 106         | [ 11 ]      |
| 1900 | 116         | [ 11 ]      |
| 1910 | 108         | [ 11 ]      |
| 1921 | 94          | [ 11 ]      |
| 1930 | 102         | [ 11 ]      |
| 1950 | 70          | [ 11 ]      |
| 1961 | 55          | [ 11 ]      |
| 1970 | 55          | [ 11 ]      |
| 1980 | 44          | [ 11 ]      |
| 1991 | 46          | [ 11 ]      |
| 2001 | 38          | [ 11 ]      |
| 2014 | 28          | [ 12 ]      |
| 2016 | 27          | [ 13 ]      |
| 2017 | 28          | [ 14 ]      |
| 2018 | 26          | [ 15 ]      |
| 2019 | 24          | [ 16 ]      |
| 2020 | 23          | [ 17 ]      |
| 2021 | 28          | [ 18 ]      |
| 2022 | 29          | [ 19 ]      |
| 2023 | 28          | [ 20 ]      |
| 2024 | 31          | [ 21 ]      |
| 2025 | 35          | [ 3 ]       |

По переписи 2011 года в деревне проживало 26 человек (из них 19 чехов и 7 не указавших национальность), из них 16 мужчин и 10 женщин (средний возраст — 52,3 года).
Из 24 человек старше 14 лет 4 имели базовое (в том числе неоконченное) образование, 18 — среднее, включая учеников (из них 3 — с аттестатом зрелости) и 2 — высшее профессиональное.
Из 26 человек 11 были экономически активны (из них 2 безработных), 14 — неактивны (12 неработающих пенсионеров и 2 иждивенца).
Из 9 работающих 1 работал в промышленности, 3 — в строительстве, 1 — в торговле и авторемонте, 1 — в транспортно-складской отрасли, 3 занимались риэлторской, научно-технической и административной деятельностью.